# جودي آن ميكوفيتس
جودي آن ميكوفيتس (مواليد 1957 أو 1958) عالمة أبحاث أمريكية سابقة معروفة بادعاءاتها الطبية غير الموثوقة، مثل أن الفيروسات الراجعة الداخلية الجرذية مرتبطة بمتلازمة التعب المزمن. شاركت أيضًا في نشاطات مناهضة للتطعيم، وروجت لنظريات المؤامرة، واتُهمت بسوء استخدام العلم. قدمت ادعاءات كاذبة حول اللقاحات، وكوفيد-19 (فيروس كورونا)، ومتلازمة التعب المزمن، وغيرها.
بصفتها مديرة في منظمة الأبحاث حول متلازمة التعب المزمن، معهد وايتمور بيترسون، من عام 2006 حتى عام 2011، قادت ميكوفيتس بحثًا أفاد في عام 2009 أن فيروسًا راجعًا يُعرف باسم الفيروس المتعلق بفيروس ابيضاض الدم الجرذي غريب التوجه (إكس إم آر في) يرتبط بمتلازمة التعب المزمن وقد يكون له دور سببي لها. مع ذلك، بعد انتقادات واسعة النطاق، سُحبت الورقة في 22 ديسمبر عام 2011 من قبل دورية ساينس. في نوفمبر عام 2011، قُبض عليها واحتُجزت بتهمة سرقة دفاتر المختبر وجهاز حاسوب من معهد وايتمور بيترسون، ولكن أُطلق سراحها بعد خمسة أيام وأُسقطت التهم لاحقًا.
في عام 2020، روجت ميكوفيتس لنظريات المؤامرة حول جائحة فيروس كورونا عبر فيديو نشرته على الإنترنت بعنوان: وباء، والذي قدم ادعاءات إما كاذبة أو لا تستند إلى أدلة علمية.

## تعليمها ووظيفتها المبكرة
في عام 1980، حصلت ميكوفيتس على درجة البكالوريوس في الكيمياء من جامعة فيرجينيا. ذكرت ميكوفيتس أنها عملت كفنية مختبرات في شركة أبجون الدوائية في كالامازو، ميشيغان من عام 1986 حتى عام 1987، وغادرت بعد نزاع حول منتج هرمون النمو البقري التابع للشركة. في عام 1988، عملت كفنية مختبرات في المعهد الوطني للسرطان في فريدريك بولاية ماريلاند تحت قيادة فرانسيس روسكيتي، الذي عمل لاحقًا مشرفًا على دراستها للدكتوراه، وفي عام 1991 حصلت على درجة الدكتوراه في الكيمياء الحيوية من جامعة جورج واشنطن. قدمت أطروحة للدكتوراه بعنوان «التنظيم السلبي للتعبير عن فيروس العوز المناعي البشري في الخلايا الوحيدة». صرحت ميكوفيتس بأنها عملت كباحثة ما بعد الدكتوراه في مختبر ديفيد ديرس من عام 1993 حتى عام 1994. بحلول عام 1996، كانت ميكوفيتس عالمة في مختبر روسكيتي المختص ببيولوجيا الكريات البيض في المعهد الوطني للسرطان.
في مايو عام 2001، تركت ميكوفيتس المعهد الوطني للسرطان للعمل في شركة إبيجينكس بيوساينسيس في سانتا باربارا، كاليفورنيا، وهي شركة متخصصة لاكتشاف الأدوية. بحلول أواخر عام 2005، كانت ميكوفيتس تعمل نادلة في نادي بييربونت باي لليخوت في فينتورا، كاليفورنيا. في عام 2006، أصبحت مديرة الأبحاث في معهد وايتمور بيترسون، الموجود في مدينة رينو، نيفادا. بعد أن نشرت ورقة بحثية في عام 2009، أصبحت شخصية مثيرة للجدل. فُصلت من معهد وايتمور بيترسون في عام 2011.

## نشاطها المناهض للتطعيم ونظريات المؤامرة
أصبحت ميكوفيتس بمثابة بطلة في أعين الداعمين لنظريات المؤامرة الطبية، إذ أسست الادعاءات التي تربط فيروس إكس إم آر في بالتوحد والسرطان ونشرتها في أوراق أخرى سُحبت لاحقًا، وادعت أنها سُجنت بسبب تأثير الدولة العميقة ونظرية المؤامرة الكبرى للأدوية. يشير هذا الادعاء الأخير إلى اعتقالها في عام 2011 بزعم سرقة مواد بحثية من معهد وايتمور بيترسون.
تحدثت ميكوفيتس في الفعاليات المناهضة للتطعيم. ادعت أن الفيروسات الراجعة قد لوثت 30% من اللقاحات.
تلقت ميكوفيتس انتقادات من العلماء لقولها إن فيروس إكس إم آر في معدٍ «وينتشر بوضوح بين السكان، كما هو حال مخاوفنا ومخاوفكم». قال عالم الفيروسات فينسينت راكانييلو إن الغرض من تصريح ميكوفيتس هو «إثارة الخوف فحسب». عرضت ميكوفيتس شرائح في أحد المؤتمرات، تربط فيروس إكس إم آر في بمرض باركنسون والتوحد والتصلب المتعدد. مع ذلك، لا يوجد دليل على ارتباط فيروس إكس إم آر في بهذه الأمراض.